# Свято-Николаевская церковь (Шерешево)
Свя́то-Никола́евская це́рковь — храм в г. п. Шерешево Пружанского района Брестской области, расположенный на улице Ленина. Памятник архитектуры ретроспективно-русского стиля.

## История
Участие в строительстве церкви, возведённой из кирпича в 1872 году на средства правительства, принял гродненский архитектор Я. М. Фардон. В 1968 году была проведена реставрация церкви.
По данным 1899 года, церковь принадлежала к Шерешевскому благочинию, являлась приписной к местной Свято-Пречистенской церкви и была окружена деревянной оградой.
На данный момент настоятелем является протоиерей Пашкевич Николай Петрович. К приходу храма относится Петропавловская кладбищенская церковь.
Церковь является объектом показа по туристическому маршруту «Память земли белорусской».

## Архитектура
Продольно-осевая композиция церкви состоит из четырёх частей, а именно звонницы, трапезной, молитвенного зала и пятигранной апсиды, к которой с южной стороны примыкает ризница. Последний элемент привносит частичную асимметрию в композицию храма. Основной объём является кубовидным и накрыт четырёхскатной крышей. Для трёхъярусной шатровой звонницы было выбрано решение в виде двух восьмериков на четверике. Доминантами в силуэте церкви являются две гранённые луковичные главки на звоннице и восьмигранном барабане крыши основного объёма. Оконные проёмы фасадов являются арочными и снабжены профилированными наличниками. В число элементов древнерусского зодчества, использованных в украшении храма, входят закомары верхнего яруса звонницы, ниши-филёнки, килевидные арки, обрамляющие арочные оконные проёмы, главный и боковые входные порталы-ниши. Для насыщения фасадов основного объёма выбрана архитектурная креповка: так, были применены мощные пилястры и тонкопрофилированный карниз.
Для открытия в интерьер молитвенного зала пространства трапезной с галереей хоров, стоящей на двух столбах, был использован широкий арочный просвет. В храме находится высокий ярусный деревянный иконостас, который отделяет апсиду. Царские врата датируются 1820 годом, в храме также хранятся иконы XVIII—XIX веков: «Святые Пётр и Павел», «Благовещение», «Бичевание Христа», «Три святителя».

## Комментарии
1. ↑  Иногда в качестве даты постройки упоминается 1873 год. См.: Иосиф (Соколов Н. А.). Гродненский православно-церковный календарь, или Православие в Брестско-Гроденской земле в конце XIX в. — Воронеж, 1899. — Т. I. — С. 83.